# Helvi Sipilä

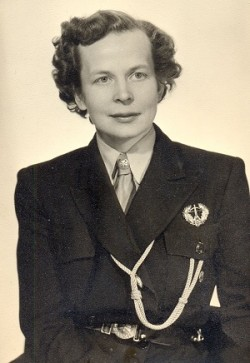
Helvi Sipilä i scoutuniform (1950-talet).

Helvi Linnea Sipilä, född Maukola 5 maj 1915 i Helsingfors, död där 15 maj 2009, var en finländsk jurist.
Sipilä avlade högre rättsexamen 1939 vid Helsingfors universitet och blev vicehäradshövding 1941. Hon bedrev egen advokatverksamhet i Helsingfors 1943–1972 och utmärkte sig särskilt som skilsmässoadvokat. Från 1950-talet deltog hon i Förenta nationernas verksamhet för förbättrandet av kvinnans ställning i världen, bland annat som biträdande generalsekreterare för sociala frågor 1972–1980. Hon var den första kvinnan som tjänstgjorde vid Förenta nationernas sekretariat.
Sipilä uppställdes av Liberala folkpartiet som kandidat i presidentvalet 1982 och var därigenom den första kvinnliga presidentkandidaten i Finland. Hon var också ledare för Finlands flickscoutunion 1950–1969 och ordförande i Kvinnoorganisationernas centralförbund 1967–1972. Hon utgav memoarerna Naisena ihmiskunnan asialla (1999).
Helvi Sipilä var moder till professor Jorma Sipilä.

## Utmärkelser
- Riddartecknet av I klass av Finlands Vita Ros’ orden,  6 december 1954[1]
- Duarte, Sanchez och Mellas förtjänstorden,  1956[2]
- Riddare av första klass av Dannebrogorden,  1958[2]
- Kommendörstecknet av Finlands Vita Ros’ orden,  1977[3]
- Storkorset av Finlands Lejons orden,  6 december 1989[4]
- Minnesmedalj för deltagande i 1941-1945 års krig[2]
- Militärens förtjänstmedalj[5]
- Vinterkrigets minnesmedalj[2]
- Förtjänstmedaljen för befolkningsskyddsarbete[2]

[Redigera Wikidata]